# Ламерд
Ламе́рд или Лама́рд (перс. لامرد‎) — город на юге Ирана, в провинции Фарс. Административный центр шахрестана Ламерд. По данным переписи, на 2006 год население составляло 21 365 человек.

## География
Город находится в южной части Фарса, в горной местности юго-восточного Загроса, на высоте 443 метров над уровнем моря.
Ламерд расположен на расстоянии приблизительно 255 километров к юго-юго-востоку (SSE) от Шираза, административного центра провинции и на расстоянии 935 километров к юго-юго-востоку от Тегерана, столицы страны. Климат тропический аридный.

## Экономика
Основу городской экономики составляет газодобывающая отрасль. Также развито сельскохозяйственное производство (особенно выращивание табака).
К северу от Ламерда расположен аэропорт.